# 丁台交流道
丁台交流道位於臺灣臺中市霧峰區丁臺，為臺灣台63線指標10公里處的交流道。
|  | 出口 丁台 |  | 丁台 北勢 |